# Крутовка (приток Унжи)
Крутовка — река в России, протекает в Кологривском районе Костромской области. Устье реки находится в 260 км по левому берегу реки Унжа. Длина реки составляет 16 км, площадь водосборного бассейна 45,5 км².
Исток реки расположен в лесу в 10 км к северо-востоку от Кологрива. Течёт на юго-запад. На правом берегу — деревни Волегово и Березник. Впадает в Унжу на южных окраинах города Кологрив.

## Данные водного реестра
По данным государственного водного реестра России относится к Верхневолжскому бассейновому округу, водохозяйственный участок реки — Унжа от истока и до устья, речной подбассейн реки — Бассей притоков Волги ниже Рыбинского водохранилища до впадения Оки. Речной бассейн реки — (Верхняя) Волга до Куйбышевского водохранилища (без бассейна Оки).
По данным геоинформационной системы водохозяйственного районирования территории РФ, подготовленной Федеральным агентством водных ресурсов:
- Код водного объекта в государственном водном реестре — 08010300312110000015440
- Код по гидрологической изученности (ГИ) — 110001544
- Код бассейна — 08.01.03.003
- Номер тома по ГИ — 10
- Выпуск по ГИ — 0